# Джорджо Баси
Джорджо Баси (на италиански: Giorgio Bassi е бивш пилот от Формула 1. Роден на 20 януари 1934 г. в Милано, Италия.

## Формула 1
Джорджо Баси прави своя дебют във Формула 1 в Голямата награда на Италия през 1965 г. В световния шампионат записва 1 състезания като не успява да спечели точки, състезава се с частен БРМ.